# Ciclismo nos Jogos Pan-Americanos de 2015 - Velocidade individual feminino
A competição de velocidade individual feminino foi um dos eventos do ciclismo nos Jogos Pan-Americanos de 2015 em Toronto. Foi disputada no Velódromo Cisco Pan e Parapan-Americano de Milton, em Milton entre os dias 17 e 19 de julho.

## Calendário
Horário local (UTC-4).
| Data        | Horário | Fase                      |
| ----------- | ------- | ------------------------- |
| 18 de julho | 11:05   | Qualificação              |
| 18 de julho | 12:37   | Oitavas de final          |
| 18 de julho | 13:41   | Repescagem                |
| 18 de julho | 18:05   | Quartas de final          |
| 19 de julho | 11:05   | Semifinal                 |
| 19 de julho | 11:47   | Disputa do 5º ao 8º lugar |
| 19 de julho | 18:05   | Final                     |

## Medalhistas
| Ouro   | CAN Monique Sullivan |
| Prata  | CAN Kate O'Brien     |
| Bronze | COL Juliana Gaviria  |

## Recordes
Recordes mundial e pan-americano antes da disputa dos Jogos Pan-Americanos de 2015.
| Tipo                             | Atleta          | Tempo  | Local          | Data                  |
| -------------------------------- | --------------- | ------ | -------------- | --------------------- |
|                                  | Kristina Vogel  | 10.384 | Aguascalientes | 7 de dezembro de 2013 |
| Recorde dos Jogos Pan-Americanos | Daniela Larreal | 10.995 | Guadalajara    | 18 de outubro de 2011 |

## Resultados

### Qualificação
As doze mais rápidas avançam para as oitavas de final. 
| Colocação | Ciclista                    | Nacionalidade   | Tempo  | Notas |
| --------- | --------------------------- | --------------- | ------ | ----- |
| 1         | Monique Sullivan            | CAN Canadá      | 10.992 | Q,    |
| 2         | Kate O'Brien                | CAN Canadá      | 11.027 | Q     |
| 3         | Juliana Gaviria             | COL Colômbia    | 11.281 | Q     |
| 4         | Lisandra Guerra             | CUB Cuba        | 11.377 | Q     |
| 5         | Luz Gaxiola                 | MEX México      | 11.604 | Q     |
| 6         | Diana García                | COL Colômbia    | 11.647 | Q     |
| 7         | Mariaesthela Vilera         | VEN Venezuela   | 11.849 | Q     |
| 8         | Frany Fong                  | MEX México      | 11.877 | Q     |
| 9         | Karen Cruz                  | ESA El Salvador | 11.887 | Q     |
| 10        | Maria Jimenez Galicia       | GUA Guatemala   | 12.268 | Q     |
| 11        | Deborah Coronel             | ARG Argentina   | 12.318 | Q     |
| 12        | Alice Tamirys Leite De Melo | BRA Brasil      | 12.572 | Q     |
| 13        | Joanne Rodriguez Haconen    | HON Honduras    | 12.816 |       |

### Oitavas de final
As vencedoras de cada confronto avançam para as quartas de final, enquanto as perdedoras se classificam para a repescagem. 
| Bateria | Classificação | Ciclista                    | Nacionalidade   | Tempo  | Notas |
| ------- | ------------- | --------------------------- | --------------- | ------ | ----- |
| 1       | 1             | Monique Sullivan            | CAN Canadá      | 12.291 | Q     |
| 1       | 2             | Alice Tamirys Leite De Melo | BRA Brasil      |        | R     |
| 2       | 1             | Kate O'Brien                | CAN Canadá      | 11.887 | Q     |
| 2       | 2             | Deborah Coronel             | ARG Argentina   |        | R     |
| 3       | 1             | Juliana Gaviria             | COL Colômbia    | 12.046 | Q     |
| 3       | 2             | Maria Jimenez Galicia       | GUA Guatemala   |        | R     |
| 4       | 1             | Lisandra Guerra             | CUB Cuba        | 12.046 | Q     |
| 4       | 2             | Karen Cruz                  | ESA El Salvador |        | R     |
| 5       | 1             | Luz Gaxiola                 | MEX México      | 12.335 | Q     |
| 5       | 2             | Frany Fong                  | MEX México      |        | R     |
| 6       | 1             | Mariaesthela Vilera         | VEN Venezuela   |        | Q     |
| 6       | 2             | Diana García                | COL Colômbia    | REL    | R     |

### Repescagem
A vencedora de cada grupo avançou para as quartas de final. 
| Bateria | Colocação | Ciclista                    | Nacionalidade   | Tempo  | Notas |
| ------- | --------- | --------------------------- | --------------- | ------ | ----- |
| 1       | 1         | Diana García                | COL Colômbia    | 12.459 | Q     |
| 1       | 2         | Karen Cruz                  | ESA El Salvador |        |       |
| 1       | 3         | Alice Tamirys Leite De Melo | BRA Brasil      |        |       |
| 2       | 1         | Frany Fong                  | MEX México      | 12.004 | Q     |
| 2       | 2         | Maria Jimenez Galicia       | GUA Guatemala   |        |       |
| 2       | 3         | Deborah Coronel             | ARG Argentina   |        |       |

### Quartas de final
| Bateria | Colocação | Ciclista            | Nacionalidade | Corrida 1 | Corrida 2 | Decisão | Notas |
| ------- | --------- | ------------------- | ------------- | --------- | --------- | ------- | ----- |
| 1       | 1         | Monique Sullivan    | CAN Canadá    | 11.907    | 11.812    |         | Q     |
| 1       | 2         | Frany Fong          | MEX México    |           |           |         |       |
| 2       | 1         | Kate O'Brien        | CAN Canadá    | 11.539    | 11.745    |         | Q     |
| 2       | 2         | Diana García        | COL Colômbia  |           |           |         |       |
| 3       | 1         | Juliana Gaviria     | COL Colômbia  | 11.945    | 12.150    |         | Q     |
| 3       | 2         | Mariaesthela Vilera | VEN Venezuela |           |           |         |       |
| 4       | 1         | Luz Gaxiola         | MEX México    |           |           |         | Q     |
| 4       | 2         | Lisandra Guerra     | CUB Cuba      | 11.669    | DNS       | DNS     |       |

### Disputa do 5º ao 8º lugar
| Colocação | Ciclista            | Nacionalidade | Tempo  | Notas |
| --------- | ------------------- | ------------- | ------ | ----- |
| 5         | Diana García        | COL Colômbia  | 11.942 |       |
| 6         | Mariaesthela Vilera | VEN Venezuela |        |       |
| 7         | Frany Fong          | MEX México    |        |       |
| 8         | Lisandra Guerra     | CUB Cuba      |        | DNS   |

### Semifinal
| Bateria | Colocação | Ciclista         | Nacionalidade | Corrida 1 | Corrida 2 | Decisão | Notas |
| ------- | --------- | ---------------- | ------------- | --------- | --------- | ------- | ----- |
| 1       | 1         | Monique Sullivan | CAN Canadá    | 11.704    | 11.290    |         | Q     |
| 1       | 2         | Luz Gaxiola      | MEX México    |           |           |         |       |
| 2       | 1         | Kate O'Brien     | CAN Canadá    | 11.732    |           | 11.847  | Q     |
| 2       | 2         | Juliana Gaviria  | COL Colômbia  |           | 11.882    |         |       |

### Final
| Colocação         | Ciclista         | Nacionalidade | Corrida 01 | Corrida 2 | Decisão | Notas |
| ----------------- | ---------------- | ------------- | ---------- | --------- | ------- | ----- |
| Medalha de ouro   | Monique Sullivan | CAN Canadá    | 11.687     | 11.416    |         |       |
| Medalha de prata  | Kate O'Brien     | CAN Canadá    |            |           |         |       |
| Medalha de bronze | Juliana Gaviria  | COL Colômbia  | 11.792     | 11.879    |         |       |
| 4                 | Luz Gaxiola      | MEX México    |            |           |         |       |

Legenda
| Recorde mundial                  | Recorde mundial (World record)               |                       | Recorde africano                      | Recorde africano (African) |                                           | Q | Classificado por posição (Qualified) |
| Recorde dos Jogos Pan-Americanos | Recorde pan-americano (Pan-American record)  | Recorde da América    | Recorde da América (Americas)         | q                          | Classificado por melhor tempo (Qualified) |   |                                      |
| Melhor marca do ano              | Melhor marca do ano (World leading)          | Recorde asiático      | Recorde asiático (Asian)              | DNS                        | Não largou (Did not start)                |   |                                      |
| Recorde nacional                 | Recorde nacional (National record)           | Recorde europeu       | Recorde europeu (European)            | DNF                        | Não terminou (Did not finish)             |   |                                      |
| Recorde pessoal                  | Recorde pessoal do atleta (Personal best)    | Recorde da Oceania    | Recorde da Oceania (Oceania)          | DSQ / DQ                   | Desclassificado (Disqualified)            |   |                                      |
| Recorde da temporada             | Recorde da temporada do atleta (Season best) | Recorde sul-americano | Recorde sul-americano (South America) | NM                         | Sem marca (No mark)                       |   |                                      |